# Crassula granvikii
Crassula granvikii ist eine Pflanzenart der Gattung Dickblatt (Crassula) in der Familie der Dickblattgewächse (Crassulaceae).

## Beschreibung
Crassula granvikii ist eine niederliegende bis mit aufgerichteten Enden kriechende, einjährige Pflanze mit unterschiedlichen Wuchsformen, die Durchmesser von bis zu 45 Zentimeter erreicht. Im Wasser ist sie wenig verzweigt und aufsteigend. An trockenen Standorten ist sie stark verzweigt, kriecht mit aufgerichteten Enden, wurzelt an den Knoten und bildet Matten. Ihre linealischen bis länglich spateligen Laubblätter sind 2 bis 15 Millimeter lang und 0,3 bis 3,5 Millimeter breit. Die Blätter eines Paares sind miteinander verwachsen und bilden eine fast taschenförmige, bis zu 2 Millimeter hohe Scheide. Die Blattspitze ist zugespitzt bis stumpf gerundet.
Der Blütenstand ist zu einer einzelnen achselständigen, vierzähligen Blüte reduziert. Gelegentlich werden bis zu vier Blüten pro Blattachsel ausgebildet. Der Blütenstiel ist 2 bis 10 Millimeter lang. Die länglichen, etwas zugespitzten bis stumpfen, kahlen Kronblätter sind an ihrer Basis miteinander verwachsen und bis zu 1,3 Millimeter lang sowie 1 Millimeter breit. Ihre 1 bis 2 Millimeter langen und 1 Millimeter breiten, weißen bis rosafarbenen Kelchblätter sind länglich und an ihren Spitzen gerundet. Die rötlich purpurfarbenen Staubbeutel bis zu 0,8 Millimeter lang. Die verkehrt eiförmigen, bis zu 1,2 Millimeter lang langen, gerundeten Fruchtblätter sind zum Griffel zusammengezogen. Je Fruchtblatt werden ein bis vier Samen ausgebildet. Die schmal länglich ellipsoiden Samen sind winzig warzig und bis zu 1 Millimeter lang.
Die Chromosomenzahl beträgt 2n = 32, 48 oder 64, auch ca. 30, ca. 40 und ca. 96.

## Systematik und Verbreitung
Crassula granvikii ist in Uganda, Kenia und Tansania an feuchten Flussufern verbreitet und lebt häufig im Wasser.
Die Erstbeschreibung  durch Gottfried Wilhelm Johannes Mildbraed wurde 1922 veröffentlicht. Ein nomenklatorisches Synonym ist Tillaea granvikii (Mildbr.) V.V.Byalt (2002).

## Nachweise